# Línea 17 del Metro de Shanghái
La línea 17 es una línea occidental este-oeste de la red del Metro de Shanghái que atraviesa distrito de Qingpu.

## Estaciones[1]
| Nombre de la estación Castellano | Nombre de la estación Hanzi | Transbordo        | Localización |
|                                  |                             |                   |              |
| Estación de Hongqiao             | 虹桥火车站                  | Shanghái Hongqiao | Minhang      |
| Calle Zhuguang                   | 诸光路                      |                   | Qingpu       |
| Calle Panlong                    | 蟠龙路                      |                   | Qingpu       |
| Calle Xuying                     | 徐盈路                      |                   | Qingpu       |
| Xujingbeicheng                   | 徐泾北城                    |                   | Qingpu       |
| Calle Jiasong Medio              | 嘉松中路                    |                   | Qingpu       |
| Zhaoxiang                        | 赵巷                        |                   | Qingpu       |
| Calle Huijin                     | 汇金路                      |                   | Qingpu       |
| Qingpu Xincheng                  | 青浦新城                    |                   | Qingpu       |
| Calle Caoying                    | 漕盈路                      |                   | Qingpu       |
| Avenida Dianshanhu               | 淀山湖大道                  |                   | Qingpu       |
| Zhujiajiao                       | 朱家角                      |                   | Qingpu       |
| Tierras Orientales               | 东方绿舟                    |                   | Qingpu       |